# Listeriose
Listeriose er en fødevarebåren sygdom forårsaget af listeria-bakterien Listeria monocytogenes.
Det er en sjælden men alvorlig sygdom.
Sygdommen kan ramme både mennesker og andre dyr.

## Symptomer
Efter en infektion med Listeria monocytogenes kan der opstå symptomer.
Inkubationstid er oftest 7–21 dage, men angives mere bredt til at være 1 til 70 dage.
Symptomerne kan være varierende:
"feber, muskelsmerter, hovedpine, træthed og neurologiske symptomer"
samt diarré, der dog er sjælden.
Som regel optræder sygdommen med influenza-lignende symptomer, men i de alvorlige tilfælde ses den som hjernehindebetændelse og blodforgiftning med påvirket almentilstand og bevidsthed.

## Årsag
Sygdomme skyldes bakteriel infektion med Listeria monocytogenes,
der hovedsageligt smitter mennesker gennem mad.
Denne bakterie er udbredt. Den findes "i jorden, på planter, i tarmen hos dyr og mennesker og i produktionsmiljøer."
I visse sjældne tilfælde skyldes listeriose bakterien Listeria ivanovii.
Sygdommen forekommer tilsyneladende oftest som sporadiske tilfældig udbrud, men enkelte gange kan mistanke om årsagen til listeriose-udbrud rettes mod specifikke produkter fra fødevarevirksomheder, som for eksempel et måltid bøf stroganoff
eller et parti rullepølser.

## Diagnose
Ved mistanke om listeriose ud fra symptomerne kan prøver indsendes til et laboratorium.
I Danmark kan prøver indsendes via laboratoriemeldesystemet til Statens Serum Institut, hvor de blandt andet benytter pulsfelt gelelektroforese til diagnose.
Siden 2013 har Statens Serum Institut også anvendt genom-sekventering til at undersøge sygdommen.
I Danmark bliver listeriose hos mennesker klassificeret med diagnosekode "DA32" og de forskellige undertyper med et ekstra tal og eventuelt bogstav, f.eks. "DA320" for "listeriose i huden" og DA321 for "listeriose i centralnervesystemet".
Tilsvarende findes der internationalt ICD-10 systemet hvor listeriose rubriceres under "andre bakterielle sygdomme" som "A32".

## Forebyggelse
For at forebygge listeria anbefaler Fødevarestyrelsen at man man ikke spiser mad der har overskredet "sidste anvendelsedato", at køleskabets temperatur holdes under 5 grader, at man sørger for god køkkenhygiejne og at man erindrer mad med åbnet emballage har kortere holdbarhed.
Mens bakterien kan formere sig ved køleskabstemperatur, kan den slås ihjel ved tilstrækkelig opvarmning.

## Behandling
Som ved andre bakterieinfektioner behandles listeriose med antibiotika.
Den kan behandles med ampicillin, mens bakterien er resistent overfor cephalosporiner.

## Epidemiologi
I Danmark har der været 40–100 rapporterede tilfælde hos mennesker om året.
Fra at antallet havde ligget på omkring 50 eller under var der en markant stigning af tilfælde i 2009.
Lignende stigning er også set i andre europæiske lande.
Dødeligheden er i et studie angivet til 29%.

## Udbrud
I Danmark var der mellem 5. og 11. maj 2009 et udbrud af listeriose.
Otte patienter mellem 44 og 94 år blev testet positiv og to af dem døde.
Udbruddet blev sporet til et måltid med Bøf Stroganoff fremstillet
den 18. april 2009 af et cateringfirma.
I 2013 og 2014 var der udbrud af listeriose, hvor Statens Serum Institut knyttede 20 patienter til samme type listeria-bakterie: type MLST224. Af disse 20 patienter døde 12, men det er usikkert om dødsfaldene kunne tilskrives listeria da patienterne samtidig havde alvorlige underliggende sygdomme.
Listeria-bakterien kunne genfindes hos en fødevarevirksomhed i et parti rullepølser, og efter at nye prøver også var positive for listeria lukkede Fødevarestyrelsen virksomheden og iværksatte en tilbagetrækning af virksomhedens produkter.
Der var tale om produkter såsom rullepøse, brunchpølser, røget medister og lammekølle, der havde været solgt i detailforretninger ud over landet.
Andre lande har også set udbrud: I USA har Centers for Disease Control and Prevention (CDC) konstateret listeriose-udbrud i 2011, 2012, 2013 og 2014 linket til enten meloner og mejeriprodukter.
CDC fandt at udbruddet i 2011 omfattede 146 inficerede personer, hvoraf 30 døde.